# Hans H. Gattermann
Hans-Hermann Gattermann (* 24. Dezember 1931 in Dortmund; † 27. Januar 1994 ebenda) war ein deutscher Politiker (FDP).

## Leben und Beruf
Nach dem Abitur am  Max-Planck-Gymnasium in Dortmund 1953 studierte Gattermann Rechts- und Staatswissenschaften an den Universitäten in Marburg und Berlin. Sein Referendariat absolvierte er 1957 am Oberlandesgericht Frankfurt am Main und legte sein Zweites Staatsexamen 1961 in Düsseldorf ab. Seit 1961 war er als Rechtsanwalt und Notar in Dortmund tätig. Am 27. Januar 1994 starb er an Herzversagen.

## Partei
Gattermann trat 1967 in die FDP ein und war später Schatzmeister des FDP-Landesverbandes Nordrhein-Westfalen.

## Abgeordneter
Gattermann war von 1975 bis 1979 Ratsmitglied der Stadt Dortmund und dort Vorsitzender der FDP-Fraktion. Bei der Bundestagswahl 1976 wurde er über die Landesliste Nordrhein-Westfalen in den Deutschen Bundestag gewählt, dem er bis zu seinem Tod angehörte. Hier war er seit 1983 Vorsitzender des Finanzausschusses. 1990 war er maßgeblich an der Ausarbeitung der Steuerreform beteiligt.